# 磨头镇 (如皋市)
磨头镇，是中华人民共和国江苏省南通市如皋市下辖的一个乡镇级行政单位。

## 行政区划
磨头镇下辖以下地区：
磨头社区、天阳社区、高庄社区、邓高社区、新联社区、丁冒村、星港村、新徐村、严狄村、兴韩村、高李村、顾沈村、朗张村、老户村、董堡村、曹石村、场西村、场东村、十字桥村、塘湾村和新港村。